# 埃特納鎮區 (愛荷華州哈丁縣)
埃特納鎮區（英語：Etna Township）是位於美國愛荷華州哈丁縣的一個行政鎮區。

## 地方資料
根據2010年美國人口普查的數據，埃特納鎮區的面積為90.93平方千米，當中陸地面積為90.93平方千米，而水域面積為0.00平方千米。當地共有人口1795人，而人口密度為每平方千米19.74人。